# Budišić
Budišić (Servisch cyrillisch Будишић) is een plaats in de Servische gemeente Mali Zvornik. De plaats telt 249 inwoners (2002).